# Enjo Kōhai
Enjo Kōhai (援助交配) ist eine Erotik-Mangareihe von Takunomi, die seit 2016 als Dōjinshi erscheint. Eine Umsetzung als Light Novel erschien im Februar des Jahres 2019 beim Verlag France Shoin. Eine zehnteilige Original Video Animation erschien zwischen 2020 und 2024.
Die Handlung folgt einem namenlosen Oberschullehrer, der an einem von der Regierung ins Leben gerufenen Programm zur Fortpflanzung teilnimmt und so in Kontakt zu verschiedenen Mädchen aus unterschiedlichsten Völkern kommt.

## Handlung
Aufgrund des Geburtenrückgangs in unterschiedlichen Völkern der Halbmenschen infolge der zu geringen Anzahl an Männern, beschließt die Regierung ein spezielles Programm, welches den betroffenen Völkern – darunter Elfen, Meerjungfrauen, Drachen und Sirenen – bei der Fortpflanzung unterstützen soll.
Im Rahmen dieses speziellen Programms werden ausgewählte menschliche Männer damit beauftragt, sich mit den Frauen der unterschiedlichen Völkern zu paaren.
Aus diesem Grund wechselt Iris Thea Eaderlindt, eine Prinzessin des Elfenvolkes an die Ark Metropolian Academy. Es stellt sich heraus, dass ihr Klassenlehrer zufälligerweise für das Paarungsprogramm ausgewählt wurde und Iris’ Partner werden soll. Ängstlich, aber entschlossen, ihr Volk vor dem Aussterben zu retten, beginnt sie, an unterschiedlichen sexuellen Praktiken teilzunehmen. Zu ihrer Überraschung findet sie heraus, dass die Ahnen ihres Partners Orks waren, die für ihren starken und ausdauernden Sexualtrieb bekannt sind.
Im Laufe der Geschichte stoßen weitere Mädchen unterschiedlicher Völker hinzu, die mit dem Protagonisten verkehren.

## Veröffentlichungen

### Manga
Der erste Band der Dōjinshi-Reihe veröffentlichte Takunomi im Jahr 2016. Bis 2023 erschienen insgesamt dreizehn Werke der Reihe als Web-Manga, die jeweils etwas mehr als 30 Seiten umfassen.
Am 5. Juni 2020 erschienen die ersten vier Manga auf physischer Ebene in einer Kollektion, im Jahr 2022 folgte eine zweite Kollektion mit den Dōjinshi fünf bis acht.
(Angegeben sind nur die physischen Veröffentlichungen, die einzelnen digitalen Veröffentlichungen der einzelnen Bände sind teilweise nicht ermittelbar)
- Takunomi: Enjo Kōhai Sōshūhen 1. 5. Juni 2020, S. 144 (japanisch, Originaltitel: 援助交配 總集篇(1).).
- Takunomi: Enjo Kōhai Sōshūhen 2. 21. Oktober 2022, S. 152 (japanisch, Originaltitel: 援助交配總集篇 (2).).

### Light Novel
Am 20. Februar 2019 erschien eine Umsetzung der Dōjinshi-Reihe als Light Novel, die von Tatsumi Hirohiko geschrieben und von Takunomi bebildert wurde. Das Werk, welches unter dem Titel Enjo Kōhai: Oshiego wa Elf, Ryū, Ningyo, Jinrō (援助交配 教え子はエルフ、竜、人魚、人狼) veröffentlicht wurde, erschien beim Verlag France Shoin, Inc. in Japan.
- Tatsumi Hirohiko, Takunomi: Enjo Kōhai: Oshiego wa Elf, Ryū, Ningyo, Jinrō. France Shoin, Inc., 2019, ISBN 978-4-8296-6459-9, S. 304 (japanisch, Originaltitel: 援助交配 教え子はエルフ、竜、人魚、人狼.).

### Original Video Animation
Im Jahr 2019 wurde angekündigt, dass die Dōjinshi-Reihe eine Umsetzung als Original Video Animation erhält. Zwischen 31. Januar 2020 und dem 27. September 2024 wurden insgesamt zehn Episoden produziert und veröffentlicht.
Diese entstanden unter der Regie von Ayano Kunio im Animationsstudio Majin. Die einzelnen Folgen erschienen auf DVD und werden über den Vertrieb a1c Co., Ltd. veröffentlicht.
Veröffentlichungen:
- Enjo Kōhai 1, Format: DVD, JAN: 4589783302496, Datum: 31. Januar 2020
- Enjo Kōhai 2, Format: DVD, JAN: 4589783302625, Datum: 28. Februar 2020
- Enjo Kōhai 3, Format: DVD, JAN: 4589783302731, Datum: 27. März 2020
- Enjo Kōhai 4, Format: DVD, JAN: 4589783302946, Datum: 24. April 2020
- Enjo Kōhai DVD Collection, JAN: 4589783305916, Datum: 10. Februar 2022
- Enjo Kōhai 5, Format: DVD, JAN: 4589783306098, Datum: 25. März 2022
- Enjo Kōhai 6, Format: DVD, JAN: 4589783306333, Datum: 27. Mai 2022
- Enjo Kōhai 7, Format: DVD, JAN: 4589783307019, Datum: 25. November 2022
- Enjo Kōhai 8, Format: DVD, JAN: 4589783307231, Datum: 27. Januar 2023
- Enjo Kōhai 9, Format: DVD, JAN: 4589783309136, Datum: 28. Juni 2024
- Enjo Kōhai 10, Format: DVD, JAN: 4589783309433, Datum: 27. September 2024

## Synchronisation
| Rolle                 | Japanische Stimme (Seiyū) |
| --------------------- | ------------------------- |
| Lehrer                |                           |
| Iris Thea Eaderlindt  | Momoko Obana              |
| Aegis Thea Eaderlindt | Hotaru Ikeno              |
| Ursula Y Ddraig       | Oshika Kuromori           |
| Elliott Leukosia      | Ai Himeno                 |
| Ōka Origamine         | Ao Senami                 |